# Лукаш III Печ
Лукаш (Лукас) III Печ (венг. Péc nembeli (III.) Lukács; умер после 1298 года) — венгерский дворянин, ишпан графства Зала в 1289—1291, 1298 годах. Он был также известен как Лукаш из Татики.

## Биография
Лукаш III происходил из залской ветви венгерского рода (клана) Печ, который имел крупные владения в нескольких комитатах Трансданубии, а также в других частях Венгерского королевства. Он был сыном Марка I, который появился в исторических документах в период между 1240 и 1245 годами. У Лукаса было четыре брата: Грегори, Марк II, Иштван I и Апор. У Лукаша было пятеро сыновей. Один из них Апор назывался он с фамилией «Сентьерджи», но его семья вымерла через два или три поколения, до 1431 года. Остальные четыре его сына (Дезидерий, Иштван II, Эгид и Миклош) не имели известных потомков.
Лукаш впервые упоминается в исторических записях в 1289 году, когда он уже служил в качестве ишпана графства Зала. Он сохранял эту должность до середины 1291 года, когда его сменил Грегори Кёсеги. До 1291 года, вскоре после смерти епископа Петера Кёсеги, Лукаш и его брат Апор успешно осаждали и захватили замок Татика (расположенный недалеко от деревни Заласанто), который принадлежал к собственности епархии Веспрема. Епископ Бенедикт Рад безуспешно жаловался королевскому двору, но безуспешно. Впоследствии Лукаш и его отпрыски иногда назывались с титулом «из Татики» . Однако замок был потерян для семьи Печ к 1314 году, когда Андраш Кёсеги завладел этой крепостью.
Как сторонник короля Венгрии Андраша III в его усилиях против олигархических держав, в том числе клана Кёсеги, Лукаш Печ исполнял функции главы казначейства при дворе королевы Фененны Куявской в 1291 году. Он вновь был назначен ишпаном графства Зала к 1298 году, но вполне возможно, что он сохранял эту должность без перерыва с 1289 года, поскольку Грегори Кёсеги мог узурпировать титул в своих документах.